# Federico Francesco III di Meclemburgo-Schwerin
Federico Francesco III di Meclemburgo-Schwerin (Ludwigslust, 19 marzo 1851 – Cannes, 10 aprile 1897) è stato granduca di Meclemburgo-Schwerin dal 1883 fino alla sua morte.

## Biografia
Nato al castello di Ludwigslust, era figlio di Federico Francesco II di Meclemburgo-Schwerin e della sua prima moglie, la principessa Augusta di Reuss-Köstritz. Succedette al trono del padre il 15 aprile 1883.
La morte di Federico Francesco III, il 10 aprile 1897, è rimasta per certi versi oscura e le cronache dell'epoca suggeriscono un possibile suicidio, realizzato gettandosi dal parapetto di un ponte. Secondo la versione ufficiale, invece, egli si trovava nel proprio giardino, dove spirò dopo aver accusato problemi respiratori che, di fatto, non gli consentivano di vivere nella fredda Germania, ma lo costringevano ad un clima più mite come quello del Mediterraneo. La sua omosessualità era un fatto risaputo, ma mantenuto segreto.
Gli succedette il figlio Federico Francesco IV che, data la minore età, venne assistito dal fratello di Federico Francesco III, il duca Giovanni Alberto di Meclemburgo-Schwerin.

## Matrimonio ed eredi
Federico Francesco III sposò la granduchessa Anastasija Michajlovna di Russia (1860-1922) a San Pietroburgo il 24 gennaio 1879, da cui ebbe tre figli:
- Alessandrina (1879–1952), sposò Cristiano X di Danimarca
- Federico Francesco (1882–1945), sposò Alessandra di Hannover e Cumberland
- Cecilia (1886–1954), sposò Guglielmo, figlio di Guglielmo II di Germania

## Ascendenza
|                                                |                             |                                   | Genitori                         |  |  | Nonni |  |  | Bisnonni                                  |  |  | Trisnonni                                    |  |
|                                                |                             |                                   |                                  |  |  |       |  |  | Federico Ludovico di Meclemburgo-Schwerin |  |  | Federico Francesco I di Meclemburgo-Schwerin |  |
|                                                |                             |                                   |                                  |  |  |       |  |  | Federico Ludovico di Meclemburgo-Schwerin |  |  | Federico Francesco I di Meclemburgo-Schwerin |  |
|                                                |                             | Luisa di Sassonia-Gotha-Altenburg |                                  |  |  |       |  |  | Federico Ludovico di Meclemburgo-Schwerin |  |  |                                              |  |
| Paolo Federico di Meclemburgo-Schwerin         |                             |                                   |                                  |  |  |       |  |  | Federico Ludovico di Meclemburgo-Schwerin |  |  |                                              |  |
|                                                |                             | Elena Pavlovna Romanova           | Paolo I di Russia                |  |  |       |  |  |                                           |  |  |                                              |  |
|                                                |                             | Elena Pavlovna Romanova           | Paolo I di Russia                |  |  |       |  |  |                                           |  |  |                                              |  |
|                                                |                             | Elena Pavlovna Romanova           | Sofia Dorotea di Württemberg     |  |  |       |  |  |                                           |  |  |                                              |  |
| Federico Francesco II di Meclemburgo-Schwerin  |                             | Elena Pavlovna Romanova           |                                  |  |  |       |  |  |                                           |  |  |                                              |  |
|                                                |                             | Federico Guglielmo III di Prussia | Federico Guglielmo II di Prussia |  |  |       |  |  |                                           |  |  |                                              |  |
|                                                |                             | Federico Guglielmo III di Prussia | Federico Guglielmo II di Prussia |  |  |       |  |  |                                           |  |  |                                              |  |
|                                                |                             | Federico Guglielmo III di Prussia | Federica Luisa d'Assia-Darmstadt |  |  |       |  |  |                                           |  |  |                                              |  |
| Alessandrina di Prussia                        |                             | Federico Guglielmo III di Prussia |                                  |  |  |       |  |  |                                           |  |  |                                              |  |
|                                                |                             | Luisa di Meclemburgo-Strelitz     | Carlo II di Meclemburgo-Strelitz |  |  |       |  |  |                                           |  |  |                                              |  |
|                                                |                             | Luisa di Meclemburgo-Strelitz     | Carlo II di Meclemburgo-Strelitz |  |  |       |  |  |                                           |  |  |                                              |  |
|                                                |                             | Luisa di Meclemburgo-Strelitz     | Federica d'Assia-Darmstadt       |  |  |       |  |  |                                           |  |  |                                              |  |
| Federico Francesco III di Meclemburgo-Schwerin |                             | Luisa di Meclemburgo-Strelitz     |                                  |  |  |       |  |  |                                           |  |  |                                              |  |
|                                                | Enrico VI di Reuss-Köstritz | …                                 |                                  |  |  |       |  |  |                                           |  |  |                                              |  |
|                                                | Enrico VI di Reuss-Köstritz | …                                 |                                  |  |  |       |  |  |                                           |  |  |                                              |  |
|                                                | Enrico VI di Reuss-Köstritz | …                                 |                                  |  |  |       |  |  |                                           |  |  |                                              |  |
| Enrico LXIII di Reuss-Köstritz                 | Enrico VI di Reuss-Köstritz |                                   |                                  |  |  |       |  |  |                                           |  |  |                                              |  |
|                                                |                             | Enrichetta Casado y Huguetan      | …                                |  |  |       |  |  |                                           |  |  |                                              |  |
|                                                |                             | Enrichetta Casado y Huguetan      | …                                |  |  |       |  |  |                                           |  |  |                                              |  |
|                                                |                             | Enrichetta Casado y Huguetan      | …                                |  |  |       |  |  |                                           |  |  |                                              |  |
| Augusta di Reuss-Köstritz                      |                             | Enrichetta Casado y Huguetan      |                                  |  |  |       |  |  |                                           |  |  |                                              |  |
|                                                |                             | Enrico di Stolberg-Wernigerode    | …                                |  |  |       |  |  |                                           |  |  |                                              |  |
|                                                |                             | Enrico di Stolberg-Wernigerode    | …                                |  |  |       |  |  |                                           |  |  |                                              |  |
|                                                |                             | Enrico di Stolberg-Wernigerode    | …                                |  |  |       |  |  |                                           |  |  |                                              |  |
| Eleonora di Stolberg-Wernigerode               |                             | Enrico di Stolberg-Wernigerode    |                                  |  |  |       |  |  |                                           |  |  |                                              |  |
|                                                |                             | Giovanna di Schönburg-Waldenburg  | …                                |  |  |       |  |  |                                           |  |  |                                              |  |
|                                                |                             | Giovanna di Schönburg-Waldenburg  | …                                |  |  |       |  |  |                                           |  |  |                                              |  |
|                                                |                             | Giovanna di Schönburg-Waldenburg  | …                                |  |  |       |  |  |                                           |  |  |                                              |  |
|                                                |                             | Giovanna di Schönburg-Waldenburg  |                                  |  |  |       |  |  |                                           |  |  |                                              |  |